# Saison 2015-2016 du Montpellier Hérault Rugby
Cette page présente la saison 2015-2016 du Montpellier Hérault Rugby en Top 14 et en Challenge européen.

## Entraîneurs
- Jake White
- Shaun Sowerby
- Scott Wisemantel

Fabien Galthié est officiellement encore sous contrat avec le club mais n'est plus entraîneur de l'équipe.
Par ailleurs, Abdelatif Benazzi devient manager général du club.

## La saison
Budget
Avec un budget de 23,46 millions d'euros, celui-ci est le 6e budget, sur 14, du Top 14.

### Pré-saison
Après l'arrivée en janvier 2015 de Jake White et Shaun Sowerby, le staff est renforcé à l'intersaisonpar un nouvel entraîneur des arrières Scott Wisemantel qui succède à Stéphane Glas.
L'été 2016 est aussi marqué par un remaniement important de l'effectif : 21 joueurs quittent le club et 24 arrivent, notamment de nombreux sudafricains.

### Récit de la saison sportive
Le MHR se qualifie en phase finale de Challenge européen 2015-2016, puis va jusqu'en finale contre les Harlequins au Parc Olympique Lyonnais, à Lyon. Montpellier remporte le titre en battant les Anglais 19 à 26.
En championnat, le MHR termine 3e puis remporte son match de barrage contre le Castres Olympique mais s'incline en demi-finale contre le RC Toulon (27 à 18) au Roazhon Park à Rennes.
La fin de saison est aussi marquée par le départ de François Trinh-Duc pour le RC Toulon. Le joueur est peu à peu écarté du groupe par Jake White. Il ne joue pas le dernier match à Montpellier, mais est quand même célébré par tout le club et le public. Il ne dispute pas non plus les phases finales mais rejoint plutôt le XV de France en tournée en Argentine.

## Calendrier et résultats

### Matchs amicaux
- Montpellier HR - Stade aurillacois : 21-9
- Montpellier HR - Section paloise : 19-7

### Top 14
| - Montpellier HR - US Oyonnax : 35-19 - Section paloise - Montpellier HR : 26-16 - Union Bordeaux Bègles - Montpellier HR : 22-24 - Montpellier HR - Stade français : 44-20 - FC Grenoble - Montpellier HR : 19-30 - Montpellier HR - ASM Clermont : 24-19 - Montpellier HR - Stade toulousain : 25-33 - RC Toulon - Montpellier HR : 52-8 - Montpellier HR - Stade rochelais : 25-20 - Castres olympique - Montpellier HR : 34-19 - Montpellier HR - SU Agen : 45-20 - CA Brive - Montpellier HR : 19-18 - Montpellier HR - Racing 92 : 60-7 | - US Oyonnax - Montpellier HR : 10-31 - Montpellier HR - Section paloise : 16-19 - Montpellier HR - Union Bordeaux Bègles : 19-16 - Stade français - Montpellier HR : 20-26 - Montpellier HR - FC Grenoble : 51-10 - ASM Clermont - Montpellier HR : 15-19 - Stade toulousain - Montpellier HR: 29-31 - Montpellier HR - RC Toulon : 36-21 - Stade rochelais - Montpellier HR : 36-10 - Montpellier HR - Castres olympique : 22-19 - SU Agen - Montpellier HR : 21-45 - Montpellier HR - CA Brive : 19-3 - Racing 92 - Montpellier HR : 40-25 |

| Rang | Club                   | J  | V  | N | D  | Em | Ee | Bo | Bd | Pm  | Pe  | Diff | Pts |
| ---- | ---------------------- | -- | -- | - | -- | -- | -- | -- | -- | --- | --- | ---- | --- |
| 1    | ASM Clermont           | 26 | 18 | 1 | 7  | 75 | 31 | 10 | 4  | 735 | 431 | +304 | 88  |
| 2    | RC Toulon              | 26 | 16 | 0 | 10 | 89 | 35 | 11 | 7  | 764 | 446 | +318 | 82  |
| 3    | Montpellier HR         | 26 | 18 | 0 | 8  | 68 | 49 | 7  | 2  | 723 | 569 | +154 | 81  |
| 4    | Racing 92              | 26 | 18 | 1 | 7  | 62 | 36 | 5  | 2  | 614 | 522 | +92  | 81  |
| 5    | Stade toulousain       | 26 | 16 | 2 | 8  | 76 | 33 | 7  | 4  | 680 | 393 | +287 | 79  |
| 6    | Castres olympique      | 26 | 15 | 0 | 11 | 67 | 35 | 6  | 5  | 650 | 496 | +154 | 71  |
| 7    | Union Bordeaux Bègles  | 26 | 14 | 2 | 10 | 44 | 45 | 3  | 4  | 552 | 503 | +49  | 67  |
| 8    | CA Brive               | 26 | 13 | 1 | 12 | 42 | 48 | 4  | 4  | 540 | 544 | -4   | 62  |
| 9    | Stade rochelais        | 26 | 11 | 0 | 15 | 49 | 60 | 4  | 6  | 553 | 656 | -103 | 54  |
| 10   | FC Grenoble            | 26 | 10 | 0 | 16 | 58 | 90 | 4  | 3  | 605 | 779 | -174 | 47  |
| 11   | Section paloise P      | 26 | 10 | 1 | 15 | 30 | 73 | 1  | 3  | 420 | 675 | -255 | 46  |
| 12   | Stade français Paris T | 26 | 9  | 0 | 17 | 44 | 60 | 2  | 3  | 543 | 631 | -88  | 41  |
| 13   | SU Agen P              | 26 | 5  | 0 | 21 | 47 | 99 | 1  | 5  | 531 | 846 | -315 | 26  |
| 14   | Oyonnax Rugby          | 26 | 5  | 0 | 21 | 37 | 92 | 2  | 2  | 429 | 847 | -418 | 24  |

### Coupe d'Europe
Dans le Challenge européen, le Montpellier Hérault Rugby, engagé dans la poule 3, est opposé aux Anglais des Harlequins, aux Gallois des Cardiff Blues et aux Italiens de Calvisano.
| - Harlequins - Montpellier HR : 41-18 - Montpellier HR - Calvisano : 64-0 - Cardiff Blues - Montpellier HR : 37-27 | - Montpellier HR - Harlequins : 42-9 - Calvisano - Montpellier HR : 7-47 - Montpellier HR - Cardiff Blues : 23-22 |

Avec 4 victoires et 2 défaites, le Montpellier Hérault Rugby termine deuxième de sa poule, derrière le club Anglais des Harlequins, les résultats dans les confrontations directes entre les deux équipes étant de 18 à 41 à Londres et de 42 à 9 à Montpellier.
| Rang | Équipe          | J | V | N | D | Em | Ee | Bo | Bd | Pm  | Pe  | Diff | Pts |
| ---- | --------------- | - | - | - | - | -- | -- | -- | -- | --- | --- | ---- | --- |
| 1    | Harlequins      | 6 | 5 | 0 | 1 | 31 | 13 | 5  | 0  | 225 | 123 | +102 | 25  |
| 2    | Montpellier HR  | 6 | 4 | 0 | 2 | 28 | 13 | 4  | 0  | 221 | 116 | +105 | 20  |
| 3    | Cardiff Blues   | 6 | 3 | 0 | 3 | 31 | 14 | 4  | 1  | 229 | 131 | +98  | 17  |
| 4    | Rugby Calvisano | 6 | 0 | 0 | 6 | 3  | 53 | 0  | 0  | 39  | 344 | -305 | 0   |

#### Quarts de finale
- Sale Sharks  - Montpellier HR : 19-25

Qualifié pour la phase finale, Montpellier s'impose en quarts de finale face aux Anglais de Sale Sharks sur le score de 25 à 19 le 8 avril 2016 à l'AJ Bell Stadium, d'Eccles.
| 8 avril 2016 20 h 45 | Sale Sharks | 19 - 25 (11 - 10) | Montpellier HR | AJ Bell Stadium, Eccles 4 557 spectateurs Arbitre : John Lacey |
| 8 avril 2016 20 h 45 | Essai(s) : 2 Brady (21e), James (76e) Pénalité(s) : 3 Cipriani (11e, 32e, 61e) Carton(s) jaune(s) : 1 Briggs (67e) |                   | Essai(s) : 1 Willemse (14e) Transformation(s) : 1 Paillaugue (15e) Pénalité(s) : 6 Paillaugue (17e, 45e, 55e, 64e, 67e, 71e) Carton(s) jaune(s) : 1 Privat (60e) | AJ Bell Stadium, Eccles 4 557 spectateurs Arbitre : John Lacey |
| 8 avril 2016 20 h 45 | |                   | | AJ Bell Stadium, Eccles 4 557 spectateurs Arbitre : John Lacey |

#### Demi-finale
- Montpellier HR - Newport Dragons  : 22-12

le 23 avril 2016 à l'Altrad Stadium, Montpellier, le MHR remporte la demi-finale face aux Gallois de Newport Dragons par 22 à 12.
| 23 avril 2016 18 h 30 | Montpellier HR | 22 - 12 (12 - 0) | Newport Dragons                                                          | Altrad Stadium, Montpellier 7 692 spectateurs Arbitre : Wayne Barnes |
| 23 avril 2016 18 h 30 | Essai(s) : 1 B.du Plessis (59e) Transformation(s) : 1 Catrakilis (59e) Pénalité(s) : 5 Catrakilis (20e, 28e, 32e, 54e), Paillaugue (35e) |                  | Essai(s) : 2 Amos (61e), Meyer (77e) Transformation(s) : 1 O'Brien (77e) | Altrad Stadium, Montpellier 7 692 spectateurs Arbitre : Wayne Barnes |
| 23 avril 2016 18 h 30 | |                  |                                                                          | Altrad Stadium, Montpellier 7 692 spectateurs Arbitre : Wayne Barnes |

#### Finale
- Montpellier HR - Harlequins  : 26-19

En finale, jouée le 13 mai 2016 au Parc Olympique lyonnais, à Lyon, le MRH retrouve les Anglais des Harlequins. La mi-temps est atteinte sur le score de 13 à 9 en faveur de Montpellier grâce à un essai de Jesse Mogg. Celui-ci inscrit un deuxième essai pour porter le score à 20 à 9. Malgré un essai de Marland Yarde, les Anglais ne parviennent pas à revenir et Montpellier remporte cette édition du challenge européen par 26 à 19.
(mt : 9 – 13)
Points marqués :
- Harlequins  : 
1 essai de Yarde (72e)
 1 transformation de Botica (72e)
 4 pénalités de Evans (5e, 32e, 35e) et Botica (78e)
- Montpellier HR  : 
2 essais de Mogg (23e, 48e)
 2 transformations de Catrakilis  (23e, 48e)
 4 pénalités de Catrakilis (8e, 29e, 56e, 68e)

Évolution du score : 3-0, 3-3, 6-10, 3-13, 6-13, 9-13, 9-20, 9-23, 9-26, 16-26, 19-26.
Arbitre : John Lacey 
Résumé
| Harlequins · Titulaires · Mike Brown 15 · Marland Yarde 14 · George Lowe 13 · Jamie Roberts 12 · Tim Visser 11 · 68e Nick Evans 10 · Danny Care 9 · Nick Easter 8 · 56e Luke Wallace 7 · Chris Robshaw 6 · Sam Twomey 5 · James Horwill 4 · 50e Adam Rhys Jones 3 · 57e Joe Gray 2 · Joe Marler 1 · Remplaçants · 57e Dave Ward 16 · Mark Lambert 17 · 50e Kyle Sinckler 18 · Mat Luamanu 19 · 56e Jack Clifford 20 · Karl Dickson 21 · 68e Benjamin Botica 22 · Ross Chisholm 23 · Entraîneur · Conor O'Shea · |  | Montpellier HR · Titulaires · 18e Benjamin Fall 15 · Timoci Nagusa 14 · 68e Anthony Tuitavake 13 · Frans Steyn 12 · Marvin O'Connor 11 · Demetri Catrakilis 10 · 44e Nic White 9 · 62e Pierre Spies 8 · Akapusi Qera 7 · Fulgence Ouedraogo 6 · Paul Willemse 5 · 73e Jacques du Plessis 4 · 59e Jannie du Plessis 3 · 73e Bismarck du Plessis 2 · 68e Mikheil Nariashvili 1 · Remplaçants · 73e Mickaël Ivaldi 16 · 68e Yvan Watremez 17 · 59e Davit Kubriashvili 18 · 73e Sitaleki Timani 19 · 62e Kelian Galletier 20 · 44e Benoît Paillaugue 21 · 68e Robert Ebersohn 22 · 18e Jesse Mogg 23 · Entraîneur · Scott Wisemantel · Abdelatif Benazzi · Shaun Sowerby · Jake White |

## Effectif 2015-2016
| Nom                    | Poste                   | Naissance         | Nationalité sportive | International | Dernier club           | Arrivée au club (année) |
| ---------------------- | ----------------------- | ----------------- | -------------------- | ------------- | ---------------------- | ----------------------- |
| CJ van der Linde       | Pilier                  | 27 août 1980      | Afrique du Sud       |               | Eastern Province Kings | 2015                    |
| Jacobus Roux           | Pilier                  | 9 décembre 1981   | Afrique du Sud       |               | US Oyonnax             | 2015                    |
| Jannie du Plessis      | Pilier                  | 16 novembre 1982  | Afrique du Sud       |               | Sharks                 | 2015                    |
| Jacobie Adriaanse (en) | Pilier                  | 19 juillet 1985   | Afrique du Sud       |               | Llanelli Scarlets      | 2015                    |
| Patric Cilliers        | Pilier                  | 3 mars 1987       | Afrique du Sud       |               | Stormers               | 2014                    |
| Schalk van der Merwe   | Pilier                  | 4 décembre 1990   | Afrique du Sud       | -             | Golden Lions           | 2015                    |
| Mikheil Nariashvili    | Pilier                  | 25 mai 1990       | Géorgie              |               | RC Aia                 | 2010                    |
| Nicolas Mas            | Pilier                  | 23 mai 1980       | France               |               | USA Perpignan          | 2013                    |
| Clément Castets        | Pilier                  | 5 mai 1996        | France               |               | Formé au club          | 2014                    |
| Yvan Watremez          | Pilier                  | 21 avril 1989     | France               |               | Biarritz Olympique     | 2012                    |
| Oleg Ishchenko         | Pilier                  | 22 janvier 1994   | France               |               | Formé au club          | 2013                    |
| Charles Géli           | Talonneur               | 26 mars 1987      | France               | -             | USA Perpignan          | 2012                    |
| Craig Burden           | Talonneur               | 13 mai 1985       | Afrique du Sud       | -             | RC Toulon              | 2015                    |
| Bismarck Du Plessis    | Talonneur               | 22 mai 1984       | Afrique du Sud       |               | Sharks                 | 2015                    |
| Mickaël Ivaldi         | Talonneur               | 20 février 1990   | France               | -             | RC Toulon              | 2013                    |
| Thomas Sauveterre      | Talonneur               | 10 mai 1993       | France               | -             | Formé au club          | 2013                    |
| Tom Donnelly           | 2e ligne                | 1er octobre 1981  | Nouvelle-Zélande     |               | Blues                  | 2014                    |
| Thibaut Privat         | 2e ligne                | 6 février 1979    | France               |               | ASM Clermont Auvergne  | 2011                    |
| Paul Willemse          | 2e ligne                | 13 novembre 1992  | Afrique du Sud       |               | FC Grenoble            | 2015                    |
| Robins Tchale-Watchou  | 2e ligne                | 10 mai 1983       | Cameroun             |               | USA Perpignan          | 2013                    |
| Julien Delannoy        | 2e ligne, 3e ligne aile | 15 juin 1995      | France               | -             | Formé au club          | 2015                    |
| Jacques du Plessis     | 2e ligne, 3e ligne aile | 12 août 1993      | Afrique du Sud       |               | Bulls                  | 2015                    |
| Sitaleki Timani        | 2e ligne, 3e ligne aile | 19 septembre 1986 | Australie            |               | Waratahs               | 2013                    |
| Antoine Battut         | 3e ligne aile           | 1er janvier 1984  | France               |               | Racing Métro 92        | 2014                    |
| Wiaan Liebenberg       | 3e ligne aile           | 31 août 1992      | Afrique du Sud       | -             | Bulls                  | 2015                    |
| Ben Mowen              | 3e ligne aile           | 1er décembre 1984 | Australie            |               | Brumbies               | 2014                    |
| Fulgence Ouedraogo     | 3e ligne aile           | 21 juillet 1986   | France               |               | Formé au club          | 2004                    |
| Martin Devergie        | 3e ligne aile           | 26 juin 1995      | France               |               | Formé au club          | 2014                    |
| Akapusi Qera           | 3e ligne aile           | 27 avril 1984     | Fidji                |               | Stade toulousain       | 2014                    |
| Kélian Galletier       | 3e ligne centre         | 18 mars 1992      | France               | -             | Formé au club          | 2011                    |
| Pierre Spies           | 3e ligne centre         | 8 juin 1985       | Afrique du Sud       |               | Bulls                  | 2015                    |
| Cameron Wright         | Mêlée                   | 20 avril 1994     | Afrique du Sud       | -             | Natal Sharks           | 2015                    |
| Benoît Paillaugue      | Mêlée                   | 17 novembre 1987  | France               | -             | FC Auch                | 2009                    |
| Nic White              | Mêlée                   | 13 juin 1990      | Australie            | -             | Brumbies               | 2015                    |
| Demetri Catrakilis     | Ouverture               | 6 juillet 1989    | Afrique du Sud       | -             | Stormers               | 2015                    |
| François Trinh-Duc     | Ouverture               | 11 novembre 1986  | France               |               | Formé au club          | 2004                    |
| Ilian Perraux          | Ouverture               | 4 avril 1992      | France               |               | US Dax                 | 2015                    |
| Ben Lucas              | Centre, Ouverture       | 30 décembre 1987  | Australie            | -             | Queensland Reds        | 2014                    |
| Robert Ebersohn        | Centre                  | 23 février 1989   | Afrique du Sud       | -             | Cheetahs               | 2013                    |
| Yvan Reilhac           | Centre                  | 9 juin 1995       | France               | -             | Formé au club          | 2015                    |
| Andrew Smith (en)      | Centre                  | 10 janvier 1985   | Australie            | -             | Munster                | 2015                    |
| Anthony Tuitavake      | Centre                  | 12 février 1982   | Nouvelle-Zélande     |               | NEC Green Rockets      | 2013                    |
| Marvin O'Connor        | Ailier                  | 18 avril 1991     | France               | -             | Aviron Bayonnais       | 2015                    |
| Julien Malzieu         | Ailier                  | 4 mai 1983        | France               |               | ASM Clermont           | 2015                    |
| Timoci Nagusa          | Ailier                  | 14 juillet 1987   | Fidji                |               | Ulster                 | 2010                    |
| Seveci Nakailagi       | Ailier                  | 2 juillet 1995    | Fidji                |               | ?                      | 2015                    |
| Jesse Mogg             | Ailier, Arrière         | 8 juin 1989       | Australie            |               | Brumbies               | 2015                    |
| Benjamin Fall          | Ailier, Arrière         | 3 mars 1989       | France               |               | Racing Métro 92        | 2014                    |
| François Steyn         | Ailier, Arrière         | 3 mars 1989       | Afrique du Sud       |               | Toshiba Brave Lupus    | 2015                    |
| Pierre Berard          | Arrière, Ailier         | 23 mai 1991       | France               | -             | Formé au club          | 2010                    |
| Anthony Floch          | Arrière                 | 12 février 1983   | France               |               | ASM Clermont Auvergne  | 2013                    |

## Statistiques

### Statistiques collectives
Attaque
Défense

### Statistiques individuelles
Meilleur réalisateur